# ЮАС на летних Олимпийских играх 1924
ЮАР принимала участие в Летних Олимпийских играх 1924 года в Париже (Франция) в шестой раз за свою историю, и завоевала одну золотую и две бронзовые медали.

## Медалисты
| Медаль  | Спортсмен       | Вид спорта      | Дисциплина                 |
| ------- | --------------- | --------------- | -------------------------- |
| Золото  | Уильям Смит     | Бокс            | Мужчины, до 53,5 кг        |
| Серебро | Сидней Аткинсон | Лёгкая атлетика | Мужчины, 110 м с барьерами |
| Бронза  | Сесил Макмастер | Лёгкая атлетика | Мужчины, ходьба 10 км      |